# Kaj-su
A kaj-su (kaishu) (magyarul: mintaírás vagy standardírás) a kínai írás máig szabványosnak tekintett stílusa, amelyet az i. sz. 1-2. században alakítottak ki a kancellár írásból, és a Tang-dinasztia idején nyerte el ma ismert, végleges formáját.

## Elnevezése
A kaj-su (kaishu) 楷書 kifejezésben szereplő kaj (kai) 楷 írásjegy jelentése: 'minta', 'modell'; a su (shu) 書 szó jelentése pedig 'írás'. A magyar szakirodalomban nincs egységes elnevezése, leggyakrabban a standardírás, mintaírás, példaírás, szabályos írás (vagy ugyanezek stílussal) formákban jelenik meg.
További elnevezései kínaiul:
- csen-su (zhenshu) 真書 / 真书 = 'egyenes' + 'írás'
- cseng-su (zhengshu) 正書 / 正书 = 'egyenes' + 'írás'
- kaj-ti (kaiti) 楷體 / 楷体 = 'minta' + 'test' (ti. stílus)
- cseng-ti (zhengti) 正体 = 'egyenes' + 'test' (ti. stílus)

## Története
A kaj-su (kaishu) valamikor az i. sz. 1-2. században formálódott ki, első említése a 2. századból származik. A hagyomány a politikus és kalligráfus Csung Jaó (Zhong Yao)t 鍾繇 / 钟繇 (151–230) tekinti a stílus megalkotójának és első mesterének, aki műveit már csakugyan a kaj-su (kaishu) egy korai változatával jegyezte le. Saját korában azonban kevés követője akadt, az írástudók jó ideig még az újfajta kancellár írással, illetve a félkurzív és a kancellár írás egyfajta keverékével írtak. A kaj-su (kaishu) egészen az 5. századig, az Északi és Déli dinasztiák koráig nem vált domináns írásstílussá. A Csung Jao (Zhong Yao)-féle kaj-su (kaishu) alapján – amelyet hsziao-kaj (xiaokai)nak 小楷, vagyis „kis minta (írás)”-nak is neveznek – ekkor dolgozták ki a szabályos, azaz standardírás újabb változatát, amelyet Vej-kai (Weikai)nak 魏楷 neveztek Vej (Wei) állam neve után. A kaj-su (kaishu) végleges, ma ismert formáját a Tang-dinasztia idején nyerte el, a korszak neves és kiváló kalligráfusainak alkotásai révén.

## Formajegyei, használata
A kaj-su (kaishu) alapvetően megőrizte a kancellár írás sajátos arányait és formajegyeit, épp csak valamivel keskenyebb és magasabb alakot öltött. Népszerűségét annak köszönhette, hogy az írásba ritmus került, így nem véletlen, hogy a kínai írásmódok evolúciója során épp a kaj-su (kaishu)ból fog kialakulni a félkurzív írás.
Az 5 cm-nél szélesebb írásjegyekkel írt változatát „nagy mintaírásnak” (ta-kaj (dakai) 大楷) nevezték, míg a 2 cm-nél keskenyebb formája a „kis mintaírás” (hsziao-kaj (xiaokai) 小楷) nevet kapta.